# Конорев, Иван Алексеевич
Ко́норев Ива́н Алексе́евич (1919 — 12 июля 1943) — командир танкового взвода, Герой Советского Союза, участник Великой Отечественной войны.

## Биография
Конорев Иван Алексеевич родился в 1919 году в селе Никольском Золотухинского района Курской области. Окончил семь классов, учился в техникуме связи. В 1939 году был призван в Красную Армию, затем поступил в Харьковское танковое училище.

## Участие в Великой Отечественной войне
В августе 1941 года в составе сформированного курсантского танкового батальона ушёл на Юго-западный фронт. В июле 1942 года Конорев И. А., в составе 64-й армии, прикрывал южное направление к Сталинграду. В ноябре 1942 года Иван Алексеевич участвовал в контрнаступлении советских войск под Сталинградом. За проявленную храбрость в боях Конореву присвоили офицерское звание и назначили командиром танкового взвода. Принимал участие в Курской битве в составе 27-й гвардейской танковой бригады.

## Подвиг
12 июля 1943 года при ликвидации летнего наступления немецких войск в районе Белгорода танковый взвод под командованием старшего лейтенанта Конорева И. А. атаковал позиции противника у рощи южнее совхоза Поляна, при этом два танка из взвода были выведены из строя артогнём противника. Конорев остался с одним танком. Для поддержки своей пехоте немецкое командование бросило пять самоходных орудий. Старший лейтенант Конорева И. А. уничтожил 2 самоходных орудия противника и одно поджег, остальные повернули назад. Начав преследование, танк Конорева уничтожил и подбитую САУ, но вскоре попал на минное поле и подорвался, разорвав днище и выведя из строя двигатель. Конорев не покинул повреждённый танк, ведя из него интенсивный огонь, даже получив ранение. Через несколько минут танк подвергся артиллерийскому обстрелу и штурму роты противника. В этом бою Конорев Иван Алексеевич погиб. Похоронен в с. Вознесеновка (Шебекинский район ныне Белгородской области).

Указом Президиума Верховного Совета СССР от 26 октября 1943 года за образцовое выполнение боевых заданий командования на фронте, борьбы с немецко-фашистскими захватчиками и проявленные при этом отвагу и мужество гвардии старшему лейтенанту Конореву Ивану Алексеевичу было посмертно присвоено звание Героя Советского Союза с вручением ордена Ленина и медали «Золотая Звезда».

## Награды
- Медаль «Золотая Звезда»;
- орден Ленина.

## Память
- В селе Вознесеновка Шебекинского района Белгородской области на постаменте установлен танк — боевая машина Героя;
- приказом Министра обороны СССР Конорев И. А. навечно зачислен в списки воинской части;
- 15 декабря 1967 в честь Ивана Конорева была названа новообразованная улица в Сеймском округе г. Курска.

## Примечание
1. ↑  Точной даты рождения по имеющимся источникам не установлено.